# 冨明仁
冨 明仁（とみ あきひと）とは日本の漫画家。東京都生まれ。

## 経歴
2006年、『コミックビーム Fellows!』Vol.2（エンターブレイン）掲載の読切作品「もっと もっと…！」でデビュー。
2008年、『Fellows!』volume.1にて初連載『彼女の彼』を開始。以後、精緻なだけでなく美しく温かみのある人物・背景描写で読者を虜にし続けている。
2021年現在、『ハルタ』（KADOKAWA エンターブレイン）にて長編作品『アビスアジュールの罪人』を連載中。

## 単行本
- 『柔らかい女』エンターブレイン (2010年7月15日) ISBN 978-4-04-726630-8
- 『玲瓏館健在なりや』エンターブレイン (2010-2011年) 全2巻。
- 『艶やかな女』エンターブレイン (2012年7月14日) ISBN 978-4-04-728198-1
- 『ストラヴァガンツァ-異彩の姫-』（2013年-2018年）全7巻。
- 『アビスアジュールの罪人』（2020年-2023年）全3巻。